# Тарасовка (Топчинский сельский совет)
Тарасовка (укр. Тарасівка) — село,
Топчинский сельский совет,
Магдалиновский район,
Днепропетровская область,
Украина.
Код КОАТУУ — 1222387002. Население по переписи 2001 года составляло 172 человека.

## Географическое положение
Село Тарасовка находится в 5 км от села Топчино.